# Подлог-в-Савинській Долині
Подлог-в-Савинській Долині (словен. Podlog v Savinjski dolini) — поселення в общині Жалець, Савинський регіон, Словенія. 
Висота над рівнем моря: 272 м.